# 太昊路街道
太昊路街道，是中华人民共和国河南省周口市川汇区下辖的一个乡镇级行政单位。

## 行政区划
太昊路街道下辖以下地区：
毛楼社区、杨脑社区、单庄社区、艾营社区、冯庄社区、柴堂社区、康庄社区、杨井沿社区、许寨社区、韩营社区和陈营社区。